# Tuffi ai Giochi della XXVI Olimpiade - Piattaforma 10 metri femminile
La competizione dei tuffi dal trampolino 3 metri femminile è stata una delle quattro gare di tuffi inclusa nel programma dei Giochi della XXVI Olimpiade disputati ad Atlanta nel 1996.
La competizione è stata divisa in tre fasi:
1. turno preliminare;
2. semifinale;
3. finale.

## Medaglie
| Posizione | Atleta           | Paese       |
| --------- | ---------------- | ----------- |
|           | Fu Mingxia       | Cina        |
|           | Annika Walter    | Germania    |
|           | Mary Ellen Clark | Stati Uniti |

## Risultati
| Class | Atleta                        | Preliminare | Preliminare | Semifinale | Semifinale | Semifinale | Semifinale | Finale | Finale | Finale |
| Class | Atleta                        | Punti       | Class       | Punti      | Class      | Totale     | Class      | Punti  | Class  | Totale |
| ----- | ----------------------------- | ----------- | ----------- | ---------- | ---------- | ---------- | ---------- | ------ | ------ | ------ |
|       | Fu Mingxia Cina               | 329,25      | 1           | 179,94     | 1          | 509,19     | 1          | 341,64 | 1      | 521,58 |
|       | Annika Walter Germania        | 298,11      | 5           | 166,14     | 6          | 464,25     | 5          | 313,08 | 2      | 479,22 |
|       | Mary Ellen Clark Stati Uniti  | 253,89      | 12          | 174,87     | 3          | 428,76     | 9          | 298,08 | 3      | 472,95 |
| 4     | Becky Ruehl Stati Uniti       | 323,91      | 2           | 163,38     | 8          | 487,29     | 3          | 291,81 | 4      | 455,19 |
| 5     | Guo Jingjing Cina             | 315,39      | 4           | 177,30     | 2          | 492,69     | 2          | 269,91 | 6      | 447,21 |
| 6     | Olena Župina Ucraina          | 280,11      | 7           | 171,24     | 4          | 451,35     | 6          | 265,77 | 7      | 437,01 |
| 7     | Irina Vyguzova Kazakistan     | 319,11      | 3           | 158,40     | 12         | 477,51     | 4          | 274,20 | 5      | 432,60 |
| 8     | Olga Kristoforova Russia      | 268,65      | 8           | 167,07     | 5          | 435,72     | 8          | 259,05 | 9      | 426,12 |
| 9     | Hayley Allen Regno Unito      | 251,73      | 14          | 158,43     | 11         | 410,16     | 12         | 259,68 | 8      | 418,11 |
| 10    | Clara Elena Ciocan Romania    | 281,52      | 6           | 157,41     | 13         | 438,93     | 7          | 256,05 | 10     | 413,46 |
| 11    | Anja Richter Austria          | 266,13      | 10          | 160,83     | 10         | 426,96     | 10         | 247,62 | 11     | 408,45 |
| 12    | Ute Wetzig Germania           | 258,93      | 11          | 151,44     | 15         | 410,37     | 11         | 215,91 | 12     | 367,35 |
|       |                               |             |             |            |            |            |            |        |        |        |
| 13    | Choe Myong-Hwa Corea del Nord | 248,10      | 15          | 161,25     | 9          | 409,35     | 13         |        |        |        |
| 14    | Svitlana Serbina Ucraina      | 244,05      | 18          | 165,06     | 7          | 409,11     | 14         |        |        |        |
| 15    | Natalya Shikina Kazakistan    | 267,18      | 9           | 138,60     | 18         | 405,78     | 15         |        |        |        |
| 16    | Radoslava Georgieva Bulgaria  | 246,06      | 16          | 156,48     | 14         | 402,54     | 16         |        |        |        |
| 17    | María Alcalá Messico          | 252,36      | 13          | 147,99     | 17         | 400,35     | 17         |        |        |        |
| 18    | Lesley Ward Regno Unito       | 244,98      | 17          | 150,99     | 16         | 395,97     | 18         |        |        |        |
|       |                               |             |             |            |            |            |            |        |        |        |
| 19    | Vyninka Arlow Australia       | 243,57      | 19          |            |            |            |            |        |        |        |
| 20    | Svetlana Timoshinina Russia   | 242,76      | 20          |            |            |            |            |        |        |        |
| 21    | Paige Gordon Canada           | 242,13      | 21          |            |            |            |            |        |        |        |
| 22    | Anisoara Opriea Romania       | 233,34      | 22          |            |            |            |            |        |        |        |
| 23    | Ri Ok-Rim Corea del Nord      | 230,16      | 23          |            |            |            |            |        |        |        |
| 24    | Anne Montminy Canada          | 229,32      | 24          |            |            |            |            |        |        |        |
| 25    | Vanessa Baker Australia       | 225,84      | 25          |            |            |            |            |        |        |        |
| 26    | Daphne Hernández Costa Rica   | 217,77      | 26          |            |            |            |            |        |        |        |
| 27    | Dolores Saez Spagna           | 216,36      | 27          |            |            |            |            |        |        |        |
| 28    | Francesca D'Oriano Italia     | 202,86      | 28          |            |            |            |            |        |        |        |
| 29    | Julie Danaux Francia          | 201,27      | 29          |            |            |            |            |        |        |        |
| 30    | Ana Carolina Itzaina Uruguay  | 191,40      | 30          |            |            |            |            |        |        |        |
| 31    | Im Youn-Gi Corea del Sud      | 180,15      | 31          |            |            |            |            |        |        |        |
| 32    | Kim Yeo-Young Corea del Sud   | 166,56      | 32          |            |            |            |            |        |        |        |
| 33    | Sukrutai Tommaoros Thailandia | 115,44      | 33          |            |            |            |            |        |        |        |